# 火神往世书
火神往世书（羅馬化：Agni Purāṇa），又譯為阿耆尼往世书，印度教经典文献18部大往世书中的一部。传统上认为是火神阿耆尼吟颂给极裕仙人的，故得名为火神往世书。实际此书成书时间在笈多王朝之后，最早不过8世纪。
虽然被分类为暗往世书（主要敬湿婆的往世书），但火神往世书并不是以湿婆为唯一大神的，书中有大段文字讲述毗湿奴及其化身的事迹，特别是罗摩和黑天。
火神往世书全书共分为383章，还有6章附录。火神往世书的内容繁杂，接近于百科全书，里面不仅有历史传说，还包括了战争、祭祀、占星术、法律、语法学、医学和武术等等。该书更有一部分是专门论述文学和戏剧的，是现存比较早的印度文艺理论著作之一。在这些内容中，有一部分被发现与7世纪时的梵语作家檀丁所著的文学-修辞学著作《诗镜》相同，可能是从后者抄过来的。

## 资料来源
- Puranic Encyclopedia，Vettam Mani，New Delhi，Motilal Banarsidass，1975
- 《梵语文学史》，金克木著，江西教育出版社，ISBN 7539231505/I351·092
- 《古代印度文艺理论文选》，金克木著，人民文学出版社，书号：10019·2903